# 藤江幸一
藤江 幸一（ふじえ こういち、1951年 - ）は、日本の環境工学者。横浜国立大学先端科学高等研究院教授を経て、国立大学法人千葉大学理事（研究担当）、千葉大学学術研究・イノベーション推進機構長。元環境科学会会長。

## 人物・経歴
栃木県生まれ。1974年新潟大学工学部化学工学科卒業。1976年新潟大学大学院工学研究科化学工学専攻修士課程修了。1980年東京工業大学大学院総合理工学研究科化学環境工学専攻博士課程修了、工学博士、東京工業大学資源化学研究所助手。オハイオ州立大学博士研究員を経て、1988年横浜国立大学工学部助教授。
1994年豊橋技術科学大学エコロジー工学系教授。2004年愛知環境賞選考委員会委員。2005年愛知県ゼロエミッション・コミュニティ構想策定委員会委員、愛知環境循環ビジネス創出会議委員、あいちエコタウンプラン推進会議専門委員。
2006年環境省環境研究推進委員会委員。2007年横浜国立大学大学院環境情報研究院教授、クリタ水・環境科学振興財団評議員、理事、環境省中央環境審議会地球環境部会専門委員、国立環境研究所外部評価委員会委員。2009年日本水環境学会会長。2015年横浜国立大学先端科学高等研究院教授。
2017年退職、横浜国立大学先端科学高等研究院客員教授・研究戦略企画マネージャー。2019年環境科学会会長。2021年国立大学法人千葉大学理事（研究担当）、千葉大学学術研究・イノベーション推進機構長。放送大学客員教授、内閣府遺棄化学兵器処理事業に関する有識者会議有識者等も務めた。

## 受賞
- 1986年アメリカ水環境連盟最優秀論文賞[2]
- 1989年日立財団環境賞（優良賞）[2]
- 1992年日本水環境学会論文奨励賞[2]
- 1993年日本下水道協会下水道研究発表優秀賞[2]
- 2001年The EcoDesign 2001 Best Paper Award[2]
- 2007年日本水環境学会学術賞[2]
- 2010年環境科学会学術賞[2]
- 2011年廃棄物資源循環学会論文賞[2]
- 2011年化学工学会学会賞[2]
- 2011年化学工学会池田亀三郎記念賞[2]
- 2012年化学工学会功労賞[2]
- 2014年環境科学会論文賞[5]
- 2022年日本水環境学会名誉会員[5]
- 2022年環境科学会学会賞[5]